# 富豪刑事 Balance:UNLIMITED
《富豪刑事 Balance:UNLIMITED》（日語：富豪刑事 Balance:UNLIMITED）是一部2020年的日本動畫作品，由CloverWorks製作，伊藤智彥擔任監督。粗略地改編自日本作家筒井康隆於1978年所發表的同名推理小說《富豪刑事》。故事描述家財萬貫的神戶大助成為警察後，與搭檔加藤春一同辦案，並攜手調查大助母親遇害真相的過程。
2020年1月23日發佈改編動畫的消息，於2020年4月9日在富士電視台「noitaminA」節目區塊播放。同年3月，公布本作製作人員及聲優名單。
2020年4月16日，制作方表示受2019冠状病毒病疫情对日本乃至东京都的影响，动画第3话后的集数将延期播放，并延後蓝光光碟与OST的發售。

## 登場角色

### 主角
神戶大助（／），聲優：大貫勇輔
神戶財團的少爺，任職於警視廳「現代犯罪對策本部準備室」(通稱：「現對本部」)的警部。理性之上，在辦案時不惜一擲千金解決大小問題。一方面有著抽雪茄、駕名車等富貴人家的習慣，但不抗拒杯麵等平民食物。辦案及日常生活均依賴人工智能管家修斯庫修斯庫。擅長拳擊。
成為刑警的目的是調查母親神戶小百合19年前的命案真相。
現年27歲，出生日期為2月2日。
加藤春（／），聲優：宮野真守
任職於現對本部的警部補、大助的搭檔，對於大助以金錢打發大小問題的方式略有微言。性格熱血、重情重義。原本是刑事部搜查一課的王牌。在處理一宗銀行劫持人質案時，出於正當防衛開槍誤傷途人，導致心裡留下陰霾而害怕開槍。事後向上司武井課長辭職，卻被武井強硬拒收，最後被安置於現在的部門。廚藝不錯、擅長柔道。
現年30歲，出生日期為5月2日。

### 警方

#### 現代犯罪對策本部準備室
清水幸宏（／），聲優：鹽屋浩三
現對本部的室長。興趣是製作塑料模型。表面不問世事，實際上頗為關心部下，多次勸告即將退休的仲本長介「別牽涉過多」。曾任職於搜查一課課長，在「神戶小百合謀殺案」被草草結案後，與仲本長介一同被轉調至現對本部，置物櫃中堆滿了仲本長介長年蒐集的小百合謀殺案的資料。
仲本長介（／），聲優：神谷明
現對本部的資深警員。性格重情重義，擅長審問疑犯。別名「阿長」。曾任職於搜查一課，與武井克弘一起經手神戶小百合謀殺案，在案件草草了結後轉至現對本部，即使臨近退休也對該案念念不忘。
在大助出現後，他重新展開該案件的調查。在神戶家的地下室被服部偽裝的茂丸所殺。
經常把玩兩顆骰子，事實上為竊聽器的發信機及受訊機。
龜井新之助（／），聲優：熊谷健太郎
現對本部成員，加藤的後輩。個性輕浮且經常不看氣氛說話。
佐伯真幌（／），聲優：上田麗奈
現對本部唯一的女性成員，喜歡品嚐甜點、零食，工作期間也不忙吃甜點。在仲本長介過世後，成功追蹤他臨死前偷偷放在茂丸身上的竊聽器，判斷茂丸的位置。
湯本鐵平（／），聲優：高橋伸也
現對本部成員，熱衷於賭博，尤其是賭馬。

#### 搜查一課
武井克弘（／），聲優：小山力也
警視廳搜查一課課長，經常親自前往現場執勤，深受部下信賴。相當關心曾為下屬的加藤春。在神戶家的地下室被服部偽裝的茂丸所殺。
星野涼（／），聲優：榎木淳弥
警視廳刑事部搜查一課的成員，一本正經的集體主義者。認為警方和公務員必須在做事時考量政治方面的問題。對於加藤春大肆宣揚正義理論的表現不以為然。
在加藤還在搜查一課時，做為後輩十分景仰其熱血之英雄形象。但銀行挾持案後見加藤變得萎靡不振，對其的憧憬也因而幻滅。
荒木剛（／），聲優：四宮豪
警視廳刑事部搜查一課的成員、星野涼的同事。和星野涼一樣看不起現對本部的成員。

### 神戶財閥
神戶鈴江（／），聲優：坂本真綾
神戸大助的親戚兼助手，擅長臥底調查、情報蒐集、機械研發，同時照顧大助在家中的起居。
對大助忠心耿耿。在修斯庫與神戶財閥幕後藏鏡人阻撓調查時，設法繞過修斯庫，持續以電子設備支援大助。
修斯庫，聲優：興津和幸
神戶大助的人工智能管家及助手，安裝在大助的太陽眼鏡及左邊耳環。會根據大助的指令，調動金流、分析情報及甚至駭入其他電腦系統。當大助指派其任務時，會回應「餘額：無限」（Balance:UNLIMITED）。名稱「修斯庫」為啟發法定標器的縮寫。
平時對大助從令如流。但在大助調查母親命案時卻一反常態；以「權限不足」為由拒絕大助命令，甚至反過來阻撓其調查。
神戸喜久子（／），聲優：山本奈奈
大助的祖母。神戶財閥的會長。與不拘言笑的大助相反，為人十分和善。身穿和服、平時會在茶室擊拂。是大助唯一不敢忤逆的存在。事實上為達成目的不擇手段，為了讓神戶家能夠繼續全盤持有Adollium的所有權，命令自己的管家服部暗殺兒媳婦小百合。最後遭到大助逮捕。
服部二郎（／），聲優：手塚秀彰
大助祖母的管家，其實是大助祖母的所雇用的殺手。偽裝成茂丸殺害仲本長介、武井課長及大助母親的真兇。最後遭到加藤逮捕。
神戶茂丸（／），聲優：宮本充
大助的父親。前神戶財閥第三研究所研究員。神戶小百合命案的唯一嫌犯。在故事開始前19年被認定自殺身亡。

## 用語
Adollium
大助雙親致力研究的物質，與鈈同樣可釋出龐大能量的同時，也有被開發成武器的危險。相關技術由神戶家暗中持有，並未對世人公開。
故事最後因加藤誤打誤撞按下按鈕，相關資料被傳送至全世界的研究機關。
ASV
可大幅度提高身體攻擊力、防禦力的噴霧型格納米盔甲，有光學迷彩功能。

## 製作人員
- 原作：筒井康隆
- 故事原案：TEAM B.U.L
- 監督：伊藤智彦
- 系列構成・脚本：岸本卓
- 角色設計：佐佐木啓悟
- 次要角色設計：田辺謙司
- 美術設定：藤瀬智康、曽野由大、末武康光
- 美術監督：佐藤勝、柏村明香
- 色彩設計：佐佐木梓
- 機械設計：寺尾洋之
- CG監督：那須信司
- 攝影監督：青嶋俊明
- 編集：西山茂
- 音樂：菅野祐悟
- 音響監督：岩浪美和
- 音響制作：Sonilude
- 造型顧問：高橋毅
- ガジェット・コーディネート：Gizmodo Japan
- 動畫製作：CloverWorks

## 主題曲
片頭曲〈NAVIGATOR〉
作曲：高木誠司、高慶卓史，作詞：高木誠司，編曲：高慶卓史，主唱：SixTONES
片尾曲〈Welcome My Friend〉
作曲、作詞、編曲、主唱：OKAMOTO'S
插曲〈フェスティバル・ナイト〉
動畫第三集的插曲，由伊藤智彦、岸本卓作詞，菅野祐悟作曲及編曲。

## 各話列表
每集標題均以「check-○」表示，多為與金錢相關的名言。
| 集數 | 標題                                         | 分鏡     | 演出             | 作畫監督                                           | 首播日        | 總作畫監督           |
| --- | -------------------------------------------- | -------- | ---------------- | -------------------------------------------------- | ------------- | -------------------- |
| 1 | 我來，我見，我買                             | 伊藤智彥 | 伊藤智彥         | 田邊謙司                                           | 2020年4月9日  | 佐佐木啓悟           |
| 富豪神戸大助與警察局長見面，要求讓自己加入日本現代犯罪對策本部（現對本部）。現對本部的警部補加藤春和同僚奉命前往銀座協助維護車展安全，並保護將以嘉賓身分出席的外國王子，身在當地的搜查一課成員得知現場被裝設炸彈，一對鴛鴦劫匪在搶了甜點店後劫持貨車，但不知道那輛就是裝載炸彈的貨車。在加藤與大助追捕貨車的過程中，大助對鄰近的設施和車輛造成許多損傷，但隨即呼叫人工智慧管家修斯庫以雙倍金額賠償。最後大助駕車將貨車撞進河中，使炸彈在河中爆炸，而加藤在救下劫匪後掉進河中，大助並未拉他一把。 該集標題改編自尤利烏斯·凱撒的名言「我來，我見，我征服 」。 |                                              |          |                  |                                                    |               |                      |
| 2 | 愛情可做許多事 金錢能做任何事                | 津田尚克 | 都築遙           | 八重樫洋平、青野厚司                               | 2020年4月16日 | 佐佐木啓悟、田辺謙司 |
| 寫真偶像星田秋子因嗑藥過量暴斃，大助逮捕兩名持有麥司卡林的街頭藝人，賄賂他們後得知上游毒販為模特兒伊勢崎翔，雖目睹交易現場，但大助按兵不動，而是派親戚鈴江暗中偵查。鈴江查出伊勢將舉辦毒品派對，加藤潛入後扒走伊勢的手機，並在協助調查的記者的幫助下自保鑣手中脫逃。接著大助買下整棟大樓，發射催眠瓦斯將樓裡的派對參加者一網打盡。加藤和大助因金錢觀差異甚大而不合，在閃回中顯示加藤曾在一起事件中開槍重傷銀行劫匪，造成他在用槍時有心理陰影。 |                                              |          |                  |                                                    |               |                      |
| 3 | 金錢可為戰力                                 | 宮尾佳和 | ・伊藤           | 前澤弘美、山下惠                                   | 2020年7月30日 | 田辺謙司             |
| 加藤被大助帶去見大助的祖母喜久子，祖母囑咐加藤要指導大助成為好警察。在前往名古屋出差的列車上，加藤被捲入一起人質脅持事件，這些人質們都趕著去看偶像團體「橫戀慕星光」的解散演唱會。犯人透過網路直播事件過程，企圖以觀看數賺取獎金，籌措妹妹的手術費。大助發射了煙霧彈，讓加藤得以繞到犯人後方，但他仍對開槍存有芥蒂，大助付錢讓「橫戀慕星光」到場唱歌，引起人質暴動並分散歹徒注意力，大助表示會代為支付手術費，就此將犯人逮捕。 該集標題改編自西塞羅載於反腓利比克之辯五篇的名言「戰爭的原動力來自源源不絕的金錢挹注」。 |                                              |          |                  |                                                    |               |                      |
| 4 | 沒有什麼比空空如也的口袋，更能使生活變為冒險 | 池田愛彩 | 池田愛彩         | 山村俊了、二宮奈那子                               | 2020年8月6日  | 佐佐木啓悟           |
| 加藤要大助幫小孩找走失的狗，但匆匆出門的大助忘了帶與修斯庫聯絡的耳環，也忘了帶手機。加藤把小孩交給當地警察後，得知大助身無分文又與家人吵架，便邀他住在自己家裡。由於大助欠缺平民的生活常識，鬧了不少笑話。隔日，加藤找了一整天仍未找到狗，大助帶著狗現身，將狗交給孩子後，私下告訴加藤原先的狗已車禍死亡，而他到店裡買了原先的狗的兄弟。大助回到家後向家人現學現賣，按加藤的食譜做了一道僅花費246日圓的美味餐點。 該集標題改編自雨果載於巴黎聖母院 (小說)的名言「囊中羞澀最使人鋌而走險」。 |                                              |          |                  |                                                    |               |                      |
| 5 | 如金錢不能為你奴僕，則會成為你的主人         | 櫻井親良 | 嵯峨敏           | 田中織枝、野々下いおり、髙田晃                     | 2020年8月13日 | 田辺謙司             |
| 波利亞德爾共和國總統阿爾巴雷斯訪日，現對本部負責維安工作，但大助是受總統邀請而參觀使館，總統希望神戶家族能協助波利亞德爾加速現代化，而相關計畫也遭到當地部分居民反對。反對者之一混入使館後暗殺廚師，大助帶總統到密室內避難，卻反被困在其中，而密室內更有定時炸彈威脅。儘管這款炸彈是神戶家的產品，但大助無法從修斯庫那裏獲取拆除炸彈的方法。加藤追捕兇手時，兇手丟了密室的鑰匙並跳樓自盡。大助試圖拆彈並引發其中的毒氣，所幸加藤用清潔工的備份鑰匙開門，救出大助和總統。 該集標題改編自法蘭西斯·培根的名言「如金錢不能為你奴僕，則會成為你的主人」。 |                                              |          |                  |                                                    |               |                      |
| 6 | 不義之財來的快，去的也快                     | 石川俊介 | 石川俊介         | 阿見圭之介、山村俊了、坪田慎太郎                   | 2020年8月20日 | 佐佐木啓悟           |
| 大助發現自己在公司的權限似乎不足。長警官開始對毒氣筒展開調查，試圖盤問製造商水尾未來科技的部長井村，但未有結果。大助以修斯庫駭入井村的電動車，迫使車輛超速並藉機逮捕她，雖然他在審問時破解了井村的筆電，卻無法瀏覽裡面涉及神戶家的部分資料。長警官以井村的兒子逼井村坦白，但加藤認為此法並非正道，放走了井村。不料井村的汽車再次遭到入侵，使她被電池爆炸殺死。加藤從清水部長那裏得知，長警官以前奮力調查大助的母親神戶小百合被殺害的事件。 |                                              |          |                  |                                                    |               |                      |
| 7 | 金錢是萬惡之源                               | 篠原俊哉 | 山本陽介         | 八重樫洋平、田辺謙司                               | 2020年8月27日 | 待公佈               |
| 19年前，長警官和武井調查小百合命案，懷疑兇嫌是大助的父親茂丸，他們在神戶家中的相簿裡取得一把置物櫃鑰匙，櫃中暗藏茂丸一直在研究的新物質Adollium。在茂丸死亡、鑰匙被偷後，調查不了了之。現在，長警官和加藤繼續調查此案，而大助則希望找到母親遇害的真相，他們迷昏武井並以虛擬影像誘導武井透露線索，得知武井當年受制於自己的岳父、現已逝世的警視廳刑事部長齊木。 該集標題改編自提摩太前書第六章第10節「貪財是萬惡之根」。 |                                              |          |                  |                                                    |               |                      |
| 8 | 兜裡不揣隔夜錢                               | 津田尚克 | 板庇迪、松井健人 | 前澤弘美、泉美紗子、山下恵                         | 2020年9月3日  | 田辺謙司             |
| 長警官推測齊木的死可能是為了掩蓋某些事，鈴江也注意到修斯庫不斷刪除資訊，企圖阻止大助等人的調查，加藤找到的線索指出神戶家別墅的地下可能是研究Adollium的實驗室，大助和加藤潛入實驗室後，有人闖入神戶家並以茂丸的身分通過安全驗證，而大助也從實驗室的紀錄中發現茂丸仍活著。茂丸進入神戶家後擊昏鈴江，並殺死了長警官和武井。 |                                              |          |                  |                                                    |               |                      |
| 9 | 金錢是萬能之鑰                               | 松林唯人 | 池田愛彩         | 山村俊了                                           | 2020年9月10日 | 佐佐木啓悟           |
| 長警官在臨死前於茂丸身上裝了發信器，在現對本部通力合作下，得知茂丸位於港口，大助驅車前往港口，進入茂丸所在的貨櫃輪船上，卻遭茂丸雇來的保鑣瓦因斯基壓制，瓦因斯基毀了大助的耳環，使他斷了與鈴江的聯繫。同樣潛入船上的加藤繞到兩人背後，但他仍因過去的事故而難以扣下扳機。 |                                              |          |                  |                                                    |               |                      |
| 10 | 金錢不是人生的全部                           | 荒木哲郎 | 嵯峨敏、伊藤智彥 | 前澤弘美、阿見圭之介、あっさー、有我洋美、廣冨麻由 | 2020年9月17日 | 田辺謙司             |
| 加藤幫助大助逃離瓦因斯基的壓制，鈴江掃描了船體結構，發現船的引擎非常小，認為為其提供無汙染能源的正是Adollium，此系統可以將海水質量轉換成能量，供應近乎無限量的電力，也可作為武器。大助和加藤分頭朝機械室前進，大助與瓦因斯基在該處搏鬥，加藤抵達後試圖射擊，但再度感到徬徨，大助的呼喊讓加藤重拾自己想成為英雄的想法，促使他開槍射擊、摧毀了引擎。大助擊敗了瓦因斯基，但卻在逮捕茂丸時被他控制的修斯庫擊傷。船沉了之後，加藤和大助一路追查茂丸，來到研究Adollium的實驗室。 |                                              |          |                  |                                                    |               |                      |
| 11 | 發光的未必都是金子                           | 伊藤智彥 | 伊藤智彥         | 八重樫洋平、二宮奈那子、山村俊了                   | 2020年9月24日 | 佐佐木啓悟           |
| 大助在實驗室內發現關於Adollium的資料，並將其交給鈴江，接著他與茂丸正面對峙，茂丸的真實身分是喜久子的管家服部。19年前，百合子想將Adollium公諸於世，服部便按命令殺死她，並長年偽裝成茂丸。加藤追上茂丸後與他搏鬥，最終將其逮捕，讓他為殺死長警官等人負責。大助本想將Adollium公諸於世，但喜久子表示Adollium亦可用於製造大規模殺傷性武器，一旦公布將引起世界動盪，使大助猶豫不決。因搏鬥而重傷的加藤返回鈴江所在的指揮室，無意間壓到了按鈕，將Adollium發送到世界各地，讓大助啞然失笑，之後大助逮捕了喜久子。 兩周後，痊癒的加藤拒絕了重返搜查一課的提議，與大助一起懲治犯罪，在一次任務中，加藤在阻止罪犯後因爆炸而掉入河中，大助仍未拉他一把，就如同他們初次見面一樣。 該集標題改編自莎士比亞載於威尼斯商人的名言「發光的未必都是金子」。 |                                              |          |                  |                                                    |               |                      |

## 播放電視台
日本深夜動畫：下文記載的日本国内播放時間使用日本標準時間（UTC+9）表示。因為部分時間标识會採用30小时制，因此請留意这类超过24:00的时间，其實際播放時間為翌日清晨。
| 播放日期                                       | 播放時間（UTC+9）                                 | 播放電視台       | 播放區域       | 備註                      |
| ---------------------------------------------- | ------------------------------------------------- | ---------------- | -------------- | ------------------------- |
| 2020年4月10日－4月17日 2020年7月17日 - 9月25日 | 星期四深夜 24:55 - 25:25                          | 富士電視台       | 關東廣域圈     | 参與製作                  |
|                                                |                                                   | 岩手可愛電視台   | 岩手縣         |                           |
|                                                |                                                   | 櫻桃電視台       | 山形縣         |                           |
|                                                |                                                   | 福島電視台       | 福島縣         |                           |
|                                                |                                                   | 佐賀電視台       | 佐賀縣         |                           |
|                                                | 星期四深夜 25:15 - 25:45                          | 愛媛電視台       | 愛媛縣         |                           |
|                                                | 星期四深夜 25:20 - 25:50                          | 秋田電視台       | 秋田縣         |                           |
|                                                | 星期四深夜 25:30 - 26:00                          | 長野放送         | 長野縣         |                           |
|                                                | 星期四深夜 25:35 - 26:05                          | 靜岡電視台       | 靜岡縣         |                           |
|                                                | 星期四深夜 25:45 - 26:15                          | 新潟綜合電視台   | 新潟縣         |                           |
|                                                |                                                   | 熊本電視台       | 熊本縣         |                           |
|                                                | 星期四深夜 25:55 - 26:25                          | 仙台放送         | 宮城縣         |                           |
|                                                |                                                   | 新廣島電視台     | 廣島縣         |                           |
|                                                |                                                   | 西日本電視台     | 福岡縣         |                           |
|                                                | 星期四深夜 26:00 - 26:30                          | 鹿兒島電視台     | 鹿兒島縣       |                           |
|                                                | 星期四深夜 26:10 - 26:40 星期四深夜 26:15 - 26:45 | 東海電視台       | 中京廣域圈     | 上段：中斷時 下段：再開時 |
|                                                | 星期四深夜 26:25 - 26:55                          | 關西電視台       | 近畿廣域圏     |                           |
| 2020年4月14日－4月21日 2020年7月28日 - 10月6日 | 星期一深夜 25:25 - 25:55 星期一深夜 25:20 - 25:50 | 山陰中央電視台   | 鳥取縣・島根縣 | 上段：中斷時 下段：再開時 |
| 2020年5月10日－                                | 星期日晚上 19:30 - 20:00                          | Animax           | 日本所有地區   | 参與製作 / BS/CS放送      |
| 2020年7月19日 - 9月27日                        | 星期日上午 09:30 - 10:00                          | 福井電視台       | 福井縣         |                           |
| 2020年7月24日 - 10月2日                        | 星期四深夜 24:55 - 25:25                          | 高知SunSun電視台 | 高知縣         |                           |
| 2020年9月16日 -                                | 星期二深夜 25:50 - 25:25                          | 北海道文化放送   | 北海道         |                           |

| 播放日期          | 播放時間 | 配信元                    |
| ----------------- | --- | ------------------------- |
| 2020年4月10日－   | 星期五 3:00 更新 | FOD dmkt-sp （ 日语 ： dアニメストア） |
|                   | | 2020年4月12日－           |
| 星期日 12:00 更新 | GYAO! （ 日语 ： GYAO!） Video Market （ 日语 ： ビデオマーケット） DMM.com music.jp Netflix DTV HikariTV （ 日语 ： ひかりTV） 萬代頻道 J:COM TV （ 日语 ： J:COMオンデマンド） videopass （ 日语 ： ビデオパス） U-NEXT animehodai （ 日语 ： アニメ放題） 亞馬遜Prime Video TVer Niconico動畫 |                           |
|                   | | 星期日晚上 23:00 - 23:30  |
| Niconico直播      | |                           |

## 外部連結
- 富豪刑事 Balance:UNLIMITED官方網站
- 富豪刑事 Balance:UNLIMITED的X（前Twitter）
- 富豪刑事 Balance:UNLIMITED的Instagram帳戶